# 佐原 (横須賀市)
佐原（さはら）は、神奈川県横須賀市の地名。現行行政地名は佐原一丁目から佐原五丁目。住居表示実施済区域。

## 地理
横須賀市の南東部にある久里浜地区に属し、北東に池田町、東に内川、南東に久村、南西に岩戸、西に大矢部、北西に森崎と接している。

### 河川
- 平作川

### 地価
住宅地の地価は、2023年（令和5年）1月1日の公示地価によれば、佐原5-5-15の地点で12万3000円/m2となっている。

## 世帯数と人口
2023年（令和5年）4月1日現在（横須賀市発表）の世帯数と人口は以下の通りである。なお、二丁目は秘匿の為、一丁目と合算されている。
| 丁目               | 世帯数    | 人口    |
| ------------------ | --------- | ------- |
| 佐原一丁目・二丁目 | 478世帯   | 978人   |
| 佐原三丁目         | 621世帯   | 1,166人 |
| 佐原四丁目         | 867世帯   | 1,705人 |
| 佐原五丁目         | 903世帯   | 1,905人 |
| 計                 | 2,869世帯 | 5,754人 |

### 人口の変遷
国勢調査による人口の推移。
| 年                 | 人口  |
| ------------------ | ----- |
| 1995年（平成7年）  | 6,386 |
| 2000年（平成12年） | 6,271 |
| 2005年（平成17年） | 6,189 |
| 2010年（平成22年） | 6,193 |
| 2015年（平成27年） | 5,983 |
| 2020年（令和2年）  | 5,742 |

### 世帯数の変遷
国勢調査による世帯数の推移。
| 年                 | 世帯数 |
| ------------------ | ------ |
| 1995年（平成7年）  | 2,186  |
| 2000年（平成12年） | 2,254  |
| 2005年（平成17年） | 2,294  |
| 2010年（平成22年） | 2,393  |
| 2015年（平成27年） | 2,450  |
| 2020年（令和2年）  | 2,486  |

## 学区
市立小・中学校に通う場合、学区は以下の通りとなる（2022年3月時点）。
| 丁目       | 番・番地等 | 小学校                 | 中学校                 |
| ---------- | ---------- | ---------------------- | ---------------------- |
| 佐原一丁目 | 全域       | 横須賀市立大矢部小学校 | 横須賀市立久里浜中学校 |
| 佐原二丁目 | 全域       | 横須賀市立大矢部小学校 | 横須賀市立久里浜中学校 |
| 佐原三丁目 | 全域       | 横須賀市立大矢部小学校 | 横須賀市立久里浜中学校 |
| 佐原四丁目 | 全域       | 横須賀市立明浜小学校   | 横須賀市立久里浜中学校 |
| 佐原五丁目 | 全域       | 横須賀市立明浜小学校   | 横須賀市立久里浜中学校 |

## 事業所
2021年（令和3年）現在の経済センサス調査による事業所数と従業員数は以下の通りである。
| 丁目       | 事業所数  | 従業員数 |
| ---------- | --------- | -------- |
| 佐原一丁目 | 64事業所  | 975人    |
| 佐原二丁目 | 20事業所  | 694人    |
| 佐原三丁目 | 68事業所  | 706人    |
| 佐原四丁目 | 53事業所  | 405人    |
| 計         | 205事業所 | 2,780人  |

### 事業者数の変遷
経済センサスによる事業所数の推移。
| 年                 | 事業者数 |
| ------------------ | -------- |
| 2016年（平成28年） | 193      |
| 2021年（令和3年）  | 205      |

### 従業員数の変遷
経済センサスによる従業員数の推移。
| 年                 | 従業員数 |
| ------------------ | -------- |
| 2016年（平成28年） | 2,732    |
| 2021年（令和3年）  | 2,780    |

## 交通
- 神奈川県道27号横須賀葉山線

## 施設
- 湘南学院高等学校
- 神奈川県立横須賀南高等学校
- 横須賀南警察署 佐原交番
- 常勝寺
- 正覚寺

## その他

### 日本郵便
- 郵便番号 : 239-0835[2]（集配局 : 久里浜郵便局[15]）。